# Pushi He
Pushi He är ett vattendrag i Kina. Det ligger i provinsen Liaoning, i den nordöstra delen av landet, omkring 200 kilometer sydost om provinshuvudstaden Shenyang.
Genomsnittlig årsnederbörd är 1 486 millimeter. Den regnigaste månaden är juli, med i genomsnitt 585 mm nederbörd, och den torraste är januari, med 12 mm nederbörd.